# Chienlit
Le chienlit, d'abord orthographié chie-en-lit, est initialement un personnage typique du Carnaval de Paris. Il est à l'origine d'un substantif féminin : la chienlit, entré dans l'Histoire de la politique française en 1968, popularisé par Charles de Gaulle, alors président de la République, dans le cadre des événements de mai 1968 pour décrire le désordre ambiant. 

## Origine et évolution du terme

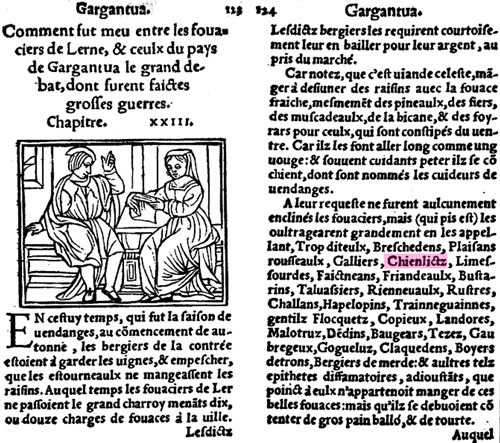
Première apparition du mot Chienlictz dans Gargantua.

Le terme masculin « chienlit », avec le temps devenu péjoratif, désigne initialement un personnage typique du Carnaval de Paris.
Son costume consiste en une chemise de nuit avec le postérieur barbouillé de moutarde. L'orthographe originelle du nom de cette tenue et du personnage typique qu'elle caractérise résume bien ce en quoi consiste le déguisement : « chie-en-lit ». Il arrivait que, jadis, on parlât du « Carnaval de Paris et ses chie-en-lit ».
Ce personnage typique du Carnaval de Paris est à l'origine du substantif féminin « la chienlit », désignant ennui, agitation, désordre, pagaille. Exemple : « Faire régner la chienlit ». La première apparition connue du terme se trouve dans Faits et dits du géant Gargantua et de son fils Pantagruel, de Rabelais ; puis on le retrouve chez Émile Zola dans L'Assommoir dans Nana, dans un sens différent et dans "La Débâcle".
Dans le film Le Grand Restaurant (sorti en 1966), Louis de Funès dit « Qu'est ce que c'est que cette chienlit ? » (se demandant pourquoi la chorégraphie des serveurs avait dégénéré avec l'accélération de l'accompagnement au piano) [réf. nécessaire]. De même, c'est la phrase que prononce Cruchot dans Le Gendarme de Saint-Tropez (1964), à propos de la tenue vestimentaire de sa fille Nicole.

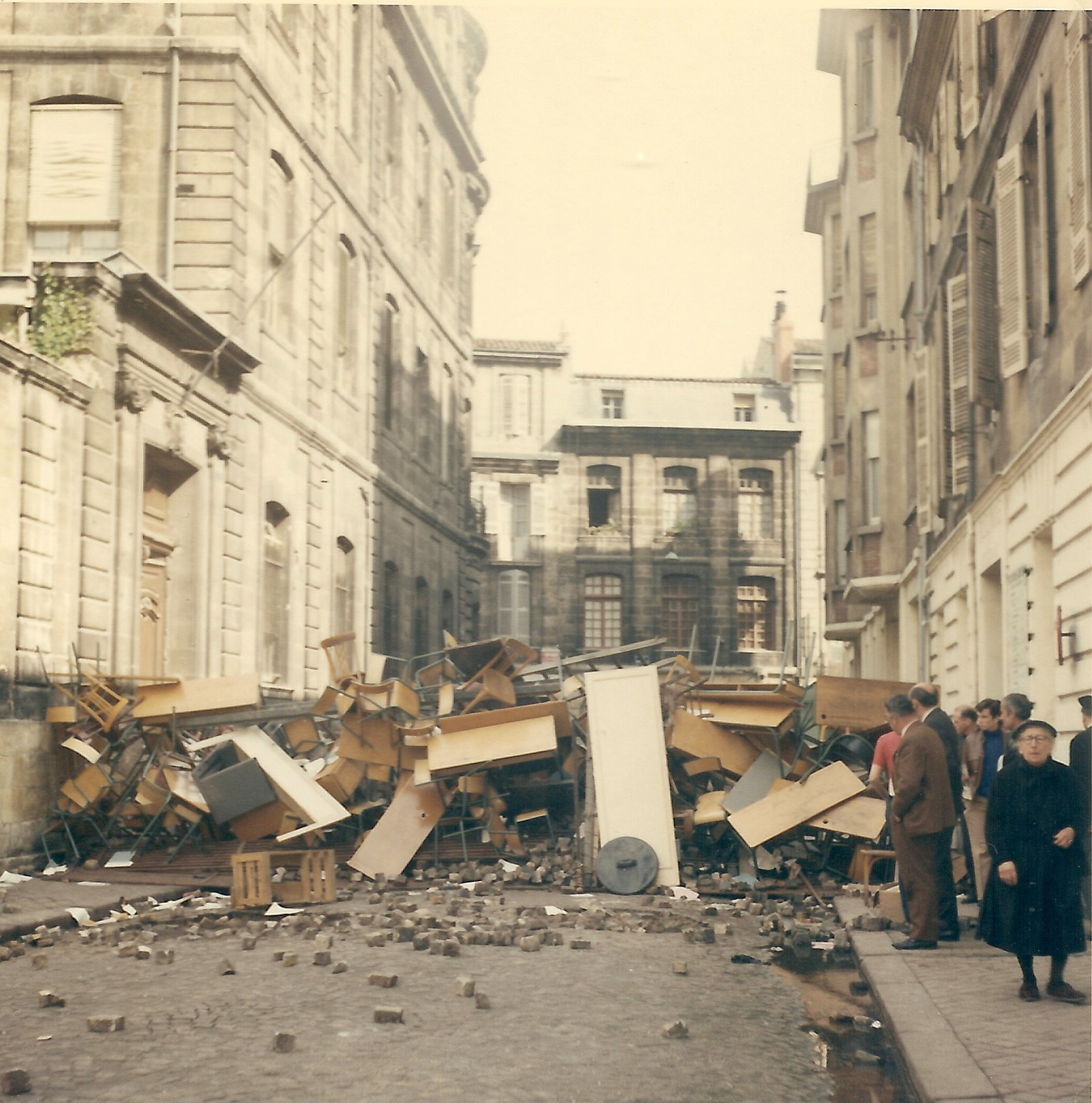
Barricade dans une rue de Bordeaux en mai 1968.

« La chienlit », en tant que substantif féminin, entre dans l'histoire de la politique de la France lors de son utilisation par le général de Gaulle, d'abord en août 1944 lorsque, s'adressant à Georges Bidault, pendant la descente de l'avenue des Champs-Élysées, de Gaulle lui dit « Alors, Bidault, c'est la chienlit ! », puis en mai 1968, lorsque lui est attribuée la phrase « La réforme, oui ; la chienlit, non », qu'il aurait prononcée, d'après le Premier ministre Georges Pompidou répondant aux journalistes à la sortie d'un Conseil des ministres.
Dans le contexte des événements de Mai 68 en France, ce terme se voulait un propos fleuri, dans la langue du président de la République, s'adressant à ses ministres, pour qualifier la profusion débridée des événements et désordres concomitants.
En 1968, le mot « chienlit » n'était plus d'un usage courant. Beaucoup, l'ayant découvert à l'écoute du général de Gaulle, durent faire appel au dictionnaire pour en comprendre le sens. Ils n'approfondirent pas jusqu'à une recherche étymologique et historique ; personne ne s'avisa publiquement de remonter jusqu'à l'origine du mot chienlit, pour commenter la parole du chef de l'État. Il faut dire qu'à l'époque le Carnaval de Paris était très largement oublié. Son plus fameux cortège traditionnel, « la Promenade du Bœuf Gras », ne renaîtrait que trente ans plus tard, en septembre 1998. C'est une habitude gaullienne que de reprendre des termes anciens, sinon désuets, pour dénoncer une situation déplaisante ; ainsi, le général De Gaulle avait utilisé le terme de « quarteron de généraux en retraite » pour désigner le groupe d'officiers auteurs du Putsch des généraux survenu en Algérie en 1961.
Lors des manifestations de mai et juin 1968, on a pu notamment observer l'utilisation du mot « chienlit » sur des tracts et affiches contestataires, où apparaissait la silhouette du général de Gaulle accompagnée du slogan « La chienlit c'est lui ! » ou encore « La chienlit c'est encore lui ! ».
Conséquence de son emploi par le général de Gaulle et rapporté par Georges Pompidou en mai 1968, le mot « chienlit », auparavant presque oublié, a connu depuis lors un certain renouveau et son emploi se retrouve, par exemple aujourd'hui, dans des sites internet politiques ou historiques qui continuent d'évoquer ce terme en référence à cette période.